# 射北中学校前駅
射北中学校前駅（しゃほくちゅうがっこうまええき）は、富山県新湊市（現・射水市）堀岡古明神にあった富山地方鉄道射水線の駅（廃駅）である。射水線の廃線に伴い1980年（昭和55年）4月1日に廃駅となった。

## 歴史
- 1958年（昭和33年）8月1日：富山地方鉄道射水線海老江駅 - 堀岡駅間に新設開業[1][2]。
- 1980年（昭和55年）4月1日：射水線の廃線に伴い廃止となる[1][2]。

## 駅構造
廃止時点で、単式ホーム1面1線を有する地上駅であった。ホームは線路の南側（新港東口方面に向かって左手側）に存在した。
無人駅となっていた。駅舎は存在せず、ホームに待合所を有した。

## 駅周辺
- 国道415号
- 新湊市立射北中学校（現・射水市立射北中学校[注釈 1]）

## 駅跡
線路跡は四方駅跡南方附近から終点・新港東口駅附近までサイクリングロードとなっている。1997年（平成9年）時点では、線路跡はそのサイクリングロードであった。2006年（平成18年）時点、2010年（平成22年）時点でも同様であった。
駅跡地は2006年（平成18年）時点ではホーム跡が花壇となっていた。

## 隣の駅
富山地方鉄道
射水線
海老江駅 - 射北中学校前駅 - 堀岡駅